# Aleh Strachanovič
Aleh Mikalaevič Strachanovič (in bielorusso Алег Мікалаевіч Страхановіч?; Pinsk, 13 ottobre 1979) è un ex calciatore bielorusso, di ruolo centrocampista.